# Indignados (film, 2012)
Pour les articles homonymes, voir Indignados.
Pour plus de détails, voir Fiche technique et Distribution.
Indignados est un documentaire français réalisé par Tony Gatlif, sorti en 2012. Mélangeant documentaire et fiction, ce film est « librement inspiré » de l'ouvrage de Stéphane Hessel Indignez-vous ! et tire son titre espagnol du mouvement des « Indignados » en Espagne.

## Synopsis
Une immigrée africaine, Betty, est confrontée aux injustices de l'Europe et est témoin de la montée de l'indignation sur le « vieux continent ».

## Fiche technique
- Réalisation :  Tony Gatlif
- Scénario :  Tony Gatlif, librement inspiré de Indignez-vous ! de Stéphane Hessel
- Musique : Delphine Mantoulet et Valentin Dahmani
- Photographie : Colin Houben et Sébastien Saadoun
- Société de production : Princes Production
- Société de distribution : Les Films du losange (France)
- Société de location caméra : A2C Location (France)
- Pays d'origine :  France
- Langues originales : français, espagnol, grec, anglais, wolof
- Format : couleur - HDCAM - 1,85:1 - Dolby Digital
- Genre : documentaire
- Durée : 90 minutes
- Dates de sortie :
  - Allemagne : février 2012 (Berlinale)
  - France : 7 mars 2012

## Distribution
- Mamebetty Honoré Diallo : Betty
- Fiona Monbet
- Isabel Vendrell Cortès : la manifestante espagnole
- Norig
- Nawel Ben Kraiem
- Éric Gonzalez Herrero
- Karine Gonzales
- Maud Verdier
- Aurélien Le Guérinel
- Adiatou Sakho
- Lucie Laustriat

## Genèse et tournage du film
Le projet de ce film vient d'abord d'une envie de Tony Gatlif : réagir avec un film engagé à un discours de Nicolas Sarkozy prononcé en juillet 2010, souvent qualifié d'« anti-rom », ayant conduit à des mesures d'éloignement. Il collabore alors avec Jean-Paul Dollé pour écrire un scénario sur l'immigration clandestine mais le décès de ce dernier conduit Gatlif à abandonner le projet. C'est alors qu'il s'oriente vers l'ouvrage de Stéphane Hessel, Indignez-vous !, et décide de s'en inspirer pour son film. Lorsque le Mouvement des Indignés début en Espagne, il part immédiatement les filmer. Gatlif reprend alors un scénario de longue date, celui d'une clandestine africaine, et l'intègre au projet qui prend alors forme.